# Walter Gutbrod
Walter Gutbrod (* 5. Juli 1908 in Zuffenhausen; † 6. Juni 1998 in Ludwigsburg) war ein deutscher Maler im Stil des expressiven Realismus.

## Leben
Gutbrod war über 70 Jahre als Künstler (Maler) und parallel fast 50 Jahre als Kunsterzieher tätig – überwiegend im Raum Stuttgart/Ludwigsburg.
Er wurde am 5. Juli 1908 in Zuffenhausen geboren (Geschwister hatte er keine) und begann schon mit 12 Jahren mit einer ihm sehr eigenen ebenso intensiven wie ständigen künstlerischen Auseinandersetzung mit seiner Umwelt (siehe unter „Tagebücher“).
Nach einem Studium 1927–1932 an der Akademie Stuttgart bei den Professoren Spiegel, Breyer, Habich, Graf, Eckener machte er 1932 die Lehramtsprüfung und zog dann nach Duisburg, wo er ab 1932 als Lehrer in einem privaten Institut tätig war.
Später zog es ihn wieder zurück in die Heimat: am 28. Dezember 1933 (standesamtlich) und am 6. Januar 1934 (kirchlich) heiratete er Lydia (geb. Siegel, * am 26. Februar 1909, † 13. Juni 2004), eine Viehhändlerstochter aus Zuffenhausen. Dieser Ehe, die nie geschieden wurde, obwohl sich die Eheleute später trennten, entstammen die beiden Töchter Linde und Regine. Ab 1. April 1935 war Gutbrod tätig als Amtsverweser im Katharinenstift Stuttgart, und 1937 bis 1979 gab er wieder Kunstunterricht am Schiller- und Mörike-Gymnasium in Ludwigsburg (lt. Tagebucheintrag bis Dezember 1939 wohl auch in Leonberg).
Am 5. März 1940 kam er als Lehrer am dortigen Gymnasium nach Korntal und wohnte ab 1943 in Ludwigsburg. 1979, also sehr lange nach Erreichen des Pensionsalters, ging er in den Ruhestand und intensivierte seine künstlerische Tätigkeit. Am 14. März 1998 entstand sein letztes datiertes Bild, und am 6. Juni 1998 verstarb er in Ludwigsburg.

### Die Musik
Als leidenschaftlicher Musikfreund war er unter anderem Pianist und spielte als solcher auch vor Publikum. Dieser Neigung gemäß waren nicht nur seine Tage- und Skizzenbücher voll mit Notizen und Anmerkungen zu Musikstücken, Musikern und Komponisten – er signierte auch sehr viele seiner Bilder mit einer für ihn typischen „drei-Noten“-Signatur.

### Reisen
Gutbrods Reisetätigkeit ließ sich anhand der Tagebücher sehr gut nachvollziehen. Da auf diesen Reisen sehr viele seiner Bilder entstanden, wurden diese Reisen hier festgehalten.
- 1926 Rügen
- 1929 Nancy
- 1930 Paris
- 1931 Bodman am Bodensee
- 1934 Ostern Holland, Eifel, Sommer Spiekeroog
- 1939 München – Chiemsee – Salzburg,
- 1939 August Linz – Melk – Wien – Budapest – Szegedin – Peterwardein – Belgrad – Drau – Agram – Villach – Lienz – Pustertal – Franzensfeste – Brenner – Innsbruck
- August 1940 Deufstetten – Dinkelsbühl – München – Tegernsee
- 1943 Sommer: Bodman – Aach – Espasingen – Walwil – Reichenau – Markelfingen – Allensbach – Ludwigshafen am Bodensee – Bodenburg – Friedrichshafen – Bregenz – Limnau – Tannau – Säntis,
- 1956 September Salzburg, mit Adele Harmsen (Sängerin, Bekannte der Familie, die Gutbrod am Klavier begleitete)
- 1960 Paris
- 1962 Frankreich (Limoges, Laon u.a).
- 1963 Nìmes, Tarascon u. a.
- 1966 Freudenthal, Paris
- 1972 Paris, Anvers u. a., Speyer
- 1973 Saumur und Paris
- 1974 Frankreich (Orléans, Paris u. a.)
- 1975 Paris, Würzburg, Bodensee, Nordsee
- 1976 Burgund, Schweiz, Paris
- 1982 Nordsee
- 1982 Bretagne
- 1985 Erfurt, Vence (Matisse-Ausstellung)
- 1986 Nordsee, Tübingen (Lautrec-Ausstellung)
- 1987 und 1989 Weimar, Erfurt, Gotha
- 1990 Basel (Picasso-, Braque-Ausstellung), Paris
- 1991 Nordsee, Magdala, München, Zürich
- 1992 Umbrien, Paris
- 1993 Schweiz, Italien, Frankreich, Prag
- 1994 erneut Aufenthalt in Magdala

### Begegnungen und Kontakte
Gutbrod pflegte viele Kontakte mit Kulturschaffenden aus der Kunst- und Musikszene, darunter zum Beispiel ab 1938 mit Oskar Schlemmer und seiner Familie – ein Kontakt, der mindestens bis 1955 fortdauerte. Mit dem bekannten Pianisten Wilhelm Kempff bestand schon vor dem Krieg eine intensive Freundschaft.
In der Nachkriegszeit um 1948 betrieb er zusammen mit dem Dirigenten Karl Münchinger (Dirigent des Stuttgarter Kammerorchesters) aktiv den Aufbau des Stuttgarter Kammerorchesters. Daraus entwickelte sich eine lange Freundschaft mit der Familie Münchinger.
Auch bei der Gründung der Ludwigsburger Schlossfestspiele durch Wilhelm Krämer hat Walter Gutbrod ähnlich fördernd mitgewirkt.
Ab 1952 sind Kontakte mit Gustav Schleicher bekannt, und später (ab 1955) hatte Gutbrod unter anderem Kontakte mit Willi Baumeister.

### Mitgliedschaften
- Stuttgarter Sezession

## Werk

### Bilder
Andrea Fix (Leiterin des Städtischen Museums in Ludwigsburg) sagte hierzu anlässlich der Ausstellung in Ludwigsburg 1999:
„Sein Blick auf Menschen und Dinge war ein besonderer: scharf und schnell beobachtend, direkt, nie beschönigend, unbestechlich genau. Sein Gespür für Farben war unfehlbar. Sie sind von großer Intensität, Leuchtkraft und emotionaler Wirkung. Seine Malerei ist extrem in ihren Gegensätzen: aggressive Fratzen-Köpfe, sich stark überschneidend, expressiv, von wilder Farbigkeit.“
„Daneben pastellfarbene Landschafts-Impressionen, weiche Linien, leise Töne. Es gibt Blumenbilder wie im Farbenrausch und es gibt Naturschilderungen, die die Hitze des Sommers und die Kälte des Winters spüren lassen.“

### Stil
Weiter sagt sie zu seinem Stil: „Stilistische Vergleiche gäbe es viele. Wir finden Blickwinkel wie bei Cézanne, die Farbintensität von Kandinsky, die Fratzen-Gesichter von Nolde. Die Flüchtigkeit des Augenblicks festzuhalten, das verbindet ihn mit den Expressionisten.“
Andere benannten seinen Stil als „expressiven Realismus (Kunst)“.

### Motive
Seine Motive fand Gutbrod sowohl zuhause wie auch auf Reisen. Vor allem aber zog es ihn regelmäßig in die Nähe von Lonsingen – den Heimatort seiner Familie auf der Schwäbischen Alb. Und von diesen Alblandschaften mit ihren Wiesen, Blumen, Feldern und Wäldern, aber auch deren Dörfer, Häuser und nicht zuletzt Menschen bezog er die Mehrzahl seiner Motive. Weitere für ihn wichtige Motive waren Nordseelandschaften, französische Kathedralen, Akte und immer wieder Bäume.

### Tagebücher und Skizzenbücher
Gutbrod war schon von frühester Jugend an eine Art ständiger künstlerische Wachsamkeit zu eigen. Diese bestand insbesondere darin, dass er neben einem „normalen“ Tagebuch auch ein visuelles Tagebuch führte, in dem er ständig „blind“ nebenbei skizzierte, wo auch immer er war. Die Grenzen zwischen diesen beiden Arten der Lebensbegleitung waren fließend – er skizzierte oft auch in sein „normales“ Tagebuch und seine unzähligen Skizzenbücher wie auch seine später daraus entstehenden unzähligen Ölgemälde waren voll mit Notizen – zum Beispiel auch, für wen er dieses Bild gemalt hat, Beschreibungen seiner Stimmung (die oft auch eine Verstimmung war) in diesem Moment und sehr oft auch genaue Angaben und Beschreibungen, welche Musikstücke er während der Bildwerdung hörte. Die Skizzen arbeitete er später zuhause aus seiner Erinnerung nach, indem er sie in einer ihm ebenfalls recht eigenen Technik nochmals „in Öl skizzierte“.
In dieser Art hat Gutbrod bis kurz vor seinem Ableben gemalt, skizziert und Eindrücke festgehalten. Diese „protokollarischen Bücher“ stellen bei ihm also eine Art „Lebensfilm“ dar und haben ihn fast überall ständig begleitet.
Dieses Zitat von Auguste Rodin machte er zum Motto seines Tagebuchs: „Kunst kann nur aus innerer Wahrhaftigkeit ursprünglich sein. Der springende Punkt liegt im Erregtsein, im Lieben, im Hoffen, im Erschüttertsein im Leben. Erst Mensch, dann Künstler sein.“. Zeitzeugen bestätigen, dass Gutbrod in jeder Hinsicht demgemäß gelebt hat.

### Malmittel
Er arbeitete auf Formaten bis 120 × 150 cm in Öl – oft auf Pergamentpapier, aber auch auf Leinwand oder auf Karton oder in Aquarell, Bleistift, Tusche und Kugelschreiber auf Papier oder auf dem, was gerade zur Hand war.
Gutbrod bediente sich oft einer ungewöhnlichen Technik: der Ölmalerei auf Pergamentpapier. Das transparente, spröde Material bearbeitete er schon während seiner Akademiezeit mit dickem oder auch mit stark verdünntem Öl. Diese Technik zwang ihn einerseits zu einem schnellen Vorgehen, andererseits waren hier Motive kaum korrigierbar. Man darf aus seinem Gesamtwerk schließen, dass dies seinem Schaffensdrang ebenso entgegenkam wie seinem Können, so dass sich sein Temperament voller Gegensätze gerade in diesem Werken deutlich zeigt.

## Ausstellungen

### Einzelausstellungen
- 1971: Rathaus Bietigheim-Bissingen
- 1978: Landratsamt Ludwigsburg
- 1983: Landratsamt Ludwigsburg
- 1988: Landratsamt Ludwigsburg
- 1997: Buchhandlung Aigner Ludwigsburg
- 1999: Stadtmuseum Ludwigsburg[2]
- 2000: Kunsthaus Watzel Ludwigsburg
- 2002: Zehntscheuer Münsingen[12]
- 2005: Kreissparkasse Münsingen
- 2008: Landratsamt Ludwigsburg
- 2013: Kunsthalle Heck Dußlingen
- 2013: Buchhandlung Aigner Ludwigsburg

### Gemeinschaftsausstellungen
- 1965: Stuttgarter Sezession Kunstgebäude am Schlossplatz
- 1966: Spendhaus Reutlingen, mit Anton Greiner und Johannes Schönert
- 1967: Stuttgarter Sezession Kunstgebäude am Schlossplatz (Katalog mit Abbildung)
- 1973: Haus Baden-Württemberg Bonn
- 2019: Galerien Haus Open III, Schacher Stuttgart
- 2024: Galerie Sammlung Amann Stuttgart

### Sammlungen
- Städtisches Museum Ludwigsburg
- Landratsamt Ludwigsburg
- Staatsgalerie Stuttgart

## Weitere Quellen
- Auswertung der Reiseskizzenbücher von Schwiegersohn Joachim Wilhelmy
- Auswertung der Tagebücher vom Nachlassverwalter Thomas Leon Heck